# Ashley Edner
Ashley Louise Edner (Downey, 17 dicembre 1990) è un'attrice statunitense.
Figlia di Cindy e Robert Edner, i suoi genitori hanno divorziato nel 2009; è sorella dell'attore Bobby Edner.

## Filmografia parziale

### Attrice

#### Cinema
- La casa di sabbia e nebbia (House of Sand and Fog), regia di Vadim Perelman (2003)
- Hellboy, regia di Neil Marshall (2019)

#### Televisione
- Star Trek: Voyager - serie TV, episodio 7x21 (2001)
- Due uomini e mezzo (Two and a Half Men) - serie TV, 1 episodio (2006)
- Evil – serie TV, 6 episodi (2021-2022)

### Doppiatrice
- Il re leone II - Il regno di Simba (1998)
- Monsters & Co. (2001)